# Legionella drancourtii
Espèce
Legionella drancourtii est une espèce de bactéries gram-négatives strictement intracellulaire de la famille des Legionellaceae.

## Description
Legionella drancourtii est une bactérie de forme bacille. Elle est strictement intracellulaire et peut être multipliée dans Acanthamoeba polyphaga .

## Taxonomie
Le nom correct complet (avec auteur) de ce taxon est Legionella drancourtii La Scola et al. 2004.

### Étymologie
L'étymologie du nom d'espèce se décompose ainsi : dran.cour’ti.i. N.L. gen. masc. n. drancourtii, en l'honneur de Michel Drancourt pour ses travaux sur les micro-organismes intracellulaires, spécialement les Rickettsiae.